# Élections fédérales suisses de 1869
Les élections fédérales suisses de 1869 se sont déroulées le 31 octobre 1869. Ces élections permettent d'élire au système majoritaire les 128 députés répartis sur 47 arrondissements électoraux eux-mêmes répartis sur les 22 cantons, siégeant au Conseil national (chambre basse), pour une mandature de trois ans.
Pour la première fois, le corps électoral composé de citoyens ayant droit de cité peut élire directement les membres du Conseil des États dans les cantons Obwald (à travers la Landsgemeinde), de Soleure, de Thurgovie et de Zurich. Dans les 18 autres cantons, les élections au Conseil des États sont quant à elles toujours non régulées et certains cantons ont renouvelé leurs Sénateurs parfois plusieurs fois sur les trois années écoulées. Dans ces 18 autres cantons, les Conseillers aux États continuent d'être élus, nommés ou désignés par les Grands Conseils, et ce à des dates variables.
C'est aussi la première fois que l'émergence de programmes électoraux formels ont un impact sur la prise de décision politique dans l'ensemble de la Suisse. La campagne électorale ne se limite plus à des rivalités au sein et entre les cantons et des groupes politiques encore peu organisés voient le jour, comme le Parti démocratique formellement créé et organisé en tant que parti politique en 1868 à Zurich mais qui reste plus ou moins organisé avec des sections cantonales du «Mouvement Démocratique» dans le reste de la Suisse. 
La raison principale de cette évolution fut la probable révision de la Constitution fédérale suisse qui devait intervenir en 1874. Dès lors, d'un côté se trouvent les partisans d'une révision totale se battant contre la centralisation prônée par les Radicaux, de l'autre, les partisans fédéralistes et centralisateur proche des Radicaux, en faveur d'une simple révision partielle, qui aurait essentiellement servi à inclure les 8 objets rejetés par le peuple lors du vote du 14 janvier 1866. Le Mouvement Démocratique est l'un des plus ardents partisans de la révision complète et avait déjà réussi à imposer ses revendications telles que l'expansion des droits de démocratie directe et plus d'interventionnisme étatique dans certains cantons. En Suisse orientale, le Mouvement Démocratique fait alliance avec la Société du Grütli. Cela paye dans le Canton de Thurgovie ou la Gauche Démocratique remporte 4 sièges et 8 sièges dans le Canton de Zurich notamment face à Alfred Escher et aux Libéraux Modérés (centre), partisans d'un non-interventionnisme de l'État. La campagne électorale se joue sur l'opposition centralisateurs et fédéralistes.
Pour ces élections depuis 1848, les Radicaux (centre-gauche) remportent pour la huitième fois consécutivement le scrutin fédéral avec 57 sièges (+3) et 37,6 % des voix (-2 %). Avec 14 sièges (+4), le Parti démocratique suisse (gauche) est celui qui obtient le plus grand gain de sièges et talonne désormais les Catholiques Conservateurs (15,5 %) avec 14,6 % des voix.
Ces élections ont débouché sur la 8e Législature qui s'est réunie pour la première fois le 6 décembre 1869.
Sur les 568 713 hommes âgés de 20 et plus et ayant droit de cité, 308 510 d'entre eux prirent part à ce scrutin, ce qui représente un taux de participation de 54,2% (+3,6 %). C'est le plus fort taux de participation depuis 1848.
Toutefois, ces chiffres ne tiennent pas compte la participation dans 6 cantons (AI, AR, GL, OW, NW et UR) où les conseillers nationaux furent élus par les Landsgemeinden cantonales respectives. 
Le taux de participation le plus élevé est dans le Canton d'Argovie avec 85,8 % et celui-ci dépasse le taux de participation du Canton de Schaffhouse où le vote obligatoire ne fait déplacer «que» 79,1 % du corps électoral. À l'inverse, dans les cantons de Schwytz et Zoug, seulement 22,1 % du corps électoral prend part au vote dans chacun de ces deux cantons. Le Canton de Zurich voit la plus forte progression de la participation : plus de 76,4 % du corps électoral prend part au scrutin, ce qui représente un bond de 14,1 points par rapport à 1866 et de 67,5 points par rapport à 9 ans plus tôt, lors des élections de 1860.

## Législature 1869-1872
Les liens (et couleurs) renvoient sur les partis héritiers actuels de ces formations politiques d'antan. Certaines formations sont passées de gauche au centre-droit (GR, CL ⇒ PLR), d'autres de la droite au centre-droit (PCC ⇒ PDC) ou  centre-gauche (DÉ ⇒ PEV). La Gauche Démocratique est restée à gauche aujourd'hui à travers les mouvements socialistes.
|  | Formations («Partis»)         | Sigles | Tendances politiques                           | Sièges au CN | Sièges au CE |
|  | ----------------------------- | ------ | ---------------------------------------------- | ------------ | ------------ |
|  | Gauche Radicale               | GR     | Radicaux, Radicaux-démocrates, Gauche          | 57           | 11           |
|  | Centre Libéral                | CL     | Libéraux, Modérés, Libéraux-démocrates, Centre | 30           | 12           |
|  | Parti catholique conservateur | PCC    | Conservateurs catholiques, Droite              | 24           | 14           |
|  | Parti démocratique            | DEM    | Démocrates, Gauche                             | 14           | 4            |
|  | Droite Évangélique            | DE     | Conservateurs réformés, Droite                 | 3            | -            |
|  | Divers                        | Ind    | Divers                                         | -            | 3            |

## Résultats au Conseil national dans les cantons
| Canton             | Total | DEM     | GR      | CL      | DE     | PCC     |
| ------------------ | ----- | ------- | ------- | ------- | ------ | ------- |
| Zurich             | 13    | 8 (+4)  | -       | 5 (-4)  | -      | -       |
| Berne              | 23    | -       | 19      | 1 (+1)  | 3 (-1) | -       |
| Lucerne            | 7     | -       | 2 (-3)  | -       | -      | 5 (+3)  |
| Uri                | 1     | -       | -       | -       | -      | 1       |
| Schwytz            | 2     | -       | -       | 1       | -      | 1       |
| Nidwald            | 1     | -       | -       | -       | -      | 1       |
| Obwald             | 1     | -       | -       | -       | -      | 1       |
| Glaris             | 2     | -       | 1       | 1       | -      | -       |
| Zoug               | 1     | -       | 1 (+1)  | 0 (-1)  | -      | -       |
| Fribourg           | 5     | -       | -       | -       | -      | 5       |
| Soleure            | 3     | -       | 2       | -       | -      | 1       |
| Bâle Campagne      | 3     | -       | 2       | 1       | -      | -       |
| Bâle-Ville         | 2     | -       | 1       | 1       | -      | -       |
| Schaffhouse        | 2     | 1       | -       | 1       | -      | -       |
| Rhodes-Extérieures | 2     | -       | 1       | 1       | -      | -       |
| Rhodes-Intérieures | 1     | -       | -       | -       | -      | 1       |
| Saint Gall         | 9     | 0 (-3)  | 3 (+1)  | 5 (+2)  | -      | 1       |
| Grisons            | 5     | -       | 3 (+1)  | 1 (-1)  |        | 1       |
| Argovie            | 10    | 1 (+1)  | 2       | 5 (-2)  | -      | 2 (+1)  |
| Thurgovie          | 5     | 4 (+2)  | 0 (-1)  | 1       | -      | 0 (-1)  |
| Tessin             | 6     | -       | 4 (+1)  | 1       | -      | 1 (-1)  |
| Vaud               | 11    | -       | 7       | 4       | -      | -       |
| Valais             | 5     | -       | 2       | -       | -      | 3       |
| Neuchâtel          | 4     | -       | 4       | -       | -      | -       |
| Genève             | 4     | -       | 3 (+3)  | 1 (-3)  | -      | -       |
|                    | 128   | 14 (+4) | 57 (+3) | 30 (-8) | 3 (-1) | 24 (+2) |